# Rogas saturatus
Rogas saturatus är en stekelart som först beskrevs av Charles Thomas Brues 1926.  Rogas saturatus ingår i släktet Rogas och familjen bracksteklar. Inga underarter finns listade i Catalogue of Life.